# Trận Vinh (1946)
Trận Vinh là trận đánh diễn ra từ ngày 19 tháng 12 đến 20 tháng 12 năm 1946 tại thị xã Vinh, tỉnh Nghệ An, là một trong các trận đánh diễn ra ở các đô thị trong ngày đầu Toàn quốc kháng chiến.

## Bối cảnh
Ngày 15 tháng 10 năm 1945, Chủ tịch Hồ Chí Minh chia toàn quốc thành 9 chiến khu quân sự. Tháng 11 năm 1946, chia lại thành 12 chiến khu. Trong đó, Nghệ An nằm trong địa bàn Khu 4, gồm các tỉnh Thanh Hóa, Nghệ An, Hà Tĩnh, Quảng Bình, Quảng Trị, Thừa Thiên. Tháng 11, Khu 3 do Lê Thiết Hùng làm Khu trưởng, Trần Văn Quang làm Chính trị viên.

## Diễn biến
Tối ngày 19 tháng 12 năm 1946, trước những hành động khiêu khích và tối hậu thư của Quân đội Pháp ở Hà Nội, Chủ tịch Hồ Chí Minh đọc Lời kêu gọi toàn quốc kháng chiến trên Đài Tiếng nói Việt Nam, chính thức phát động cuộc kháng chiến toàn quốc.
Sau khi nhận được tin, tổ chức chính quyền tỉnh Nghệ An hưởng ứng chủ trương "tiêu thổ kháng chiến", kêu gọi người dân thành phố Vinh hy sinh nhà cửa, tài sản,... để chuẩn bị bố phòng cũng như lực lượng cho chiến tranh. Trong thị xã, các hầm hào, công sự được đào, đắp lên. Riêng đoạn đường từ trung tâm thị xã Vinh đến Bến Thủy có 31 ụ lớn được đắp.
Đêm 19 tháng 12, bộ đội Việt Nam mở cuộc tấn công vào các vị trí đóng quân của Pháp trong thị xã Vinh và nhiều địa điểm khác trên địa bàn tỉnh Nghệ An.
Ngày 20 tháng 12, quân Pháp ở Vinh đầu hàng vô điều kiện.

## Hệ quả
Do chiến thắng chóng vánh của quân đội Việt Nam ở Vinh, các tỉnh Thanh Hóa, Hà Tĩnh và một phần Quảng Bình gần như không gặp phải chiến sự. Lực lượng vũ trang Việt Nam ở Nghệ An và Hà Tĩnh được gửi đến chi viện cho chiến trường Huế. Ngày 6 tháng 2 năm 1947, Mặt trận Huế bị vỡ, lực lượng này lại rút về Quảng Bình, lập phòng tuyến sông Gianh - đèo Ngang ngăn cản quân Pháp. Ngày 27 tháng 3, Quảng Bình thất thủ. Dù vậy, địa bàn ba tỉnh Thanh Hóa, Nghệ An, Hà Tĩnh được bảo vệ và trở thành Vùng tự do Thanh–Nghệ–Tĩnh thuộc Liên khu 4, là hậu phương lớn trong suốt cuộc chiến tranh.
Khu 4 nhận chỉ thị tham gia Mặt trận Tây Tiến, cử một tiểu đoàn của Thanh Hóa sang Sầm Nưa và một tiểu đoàn của Nghệ An sang Xiêng Khoảng. Hai tiểu đoàn chiếm giữ được lưu vực sông Mã, Sầm Tố (Xamtay?), tiến vào Sầm Nưa, xây dựng khu căn cứ rộng lớn cho lực lượng kháng chiến chống Pháp của Lào.